# برنارد هاريس
برنارد أنطوني هاريس الابن (بالإنجليزية: Bernard Anthony Harris Jr.)‏ (مواليد 26 يونيو 1956 في تمبل، تكساس)، رائد فضاء سابق في وكالة ناسا. في 9 فبراير 1995، أصبح هاريس أول أمريكي من أصل أفريقي يؤدي نشاطًا خارج المركبة الفضائية (السير في الفضاء)، خلال الرحلة الثانية من رحلتي مكوك الفضاء التي قام بها.

## التعليم
تخرج هاريس من مدرسة سام هوستون الثانوية في سان أنطونيو في ولاية تكساس عام 1974، حيث كان مشاركًا نشطًا في معارض العلوم، ونوادي الكتب، وغيرها من الأنشطة المدرسية. حصل على درجة البكالوريوس في علم الأحياء من جامعة هيوستن عام 1978، ودرجة الماجستير من كلية الطب بجامعة تكساس للعلوم الصحية عام 1982. أكمل هاريس إقامته في الطب الباطني في مايو كلينك عام 1985، كما أنه عضو في مجموعة كابا ألفا بسي.
أكمل هاريس زمالة مجلس البحوث الوطني في مركز أميس للبحوث التابع لوكالة ناسا عام 1987، وأجرى هناك بحثًا حول فيزيولوجيا العضلات.
تدرب كجراح طيران في مدرسة الطب الفضائية في قاعدة بروكس الجوية في سان أنطونيو عام 1988، وحصل على درجة الماجستير في علم الطب الحيوي من فرع جامعة تكساس الطبي عام 1996. يحمل هاريس أيضًا رخصة طيار خاص، وغواص معتمد.
بعد أن أكمل زمالته في مركز أميس، انضم إلى مركز جونسون للفضاء التابع لناسا أيضًا كعالم سريري وجراح طيران، حيث أجرى بحوثًا سريرية في مجال التكيف مع الفضاء، ووضع تدابير مضادة للرحلة الممتدة في الفضاء.
يعد أول رجل أمريكي أفريقي يدخل الفضاء بصفته باحثًا في فرق الأبحاث التابعة لناسا، كما شارك في بناء أجهزة فضائية.
يملك الآن مدرسة مخصصة له، اسمها مدرسة  د. برنارد هاريس المتوسطة.

## تجربة رائد الفضاء
نما لدى هاريس شغف مهنة رائد الفضاء عندما شاهد مهمة أبولو 11 على التلفزيون عام 1969. اختارته وكالة ناسا في يناير عام 1990 ليصبح رائد فضاء في يوليو عام 1991 ، كما أصبح مؤهلا للعمل كاختصاصي مهام في أطقم طيران مكوك الفضاء المستقبلية، وشغل منصب ممثل طاقم برنامج المكوك في فرع تطوير مكتب عمليات رواد الفضاء.
عُين هاريس كاختصاصي في مهمة إس تي إس-55 (STS-55) في أغسطس 1991، وطار على متن مكوك كولومبيا مدة عشرة أيام (26 أبريل 1993 - 6 مايو 1993)؛ وصلت مدة طيران المكوك التراكمية في أدائه لمهمته سنة واحدة. كان هاريس جزءًا من طاقم المعمل الفضائي دي-2، الذي أجرى مجموعة متنوعة من الأبحاث في علوم الفيزياء والحياة، وخلال هذه الرحلة، مكث هاريس أكثر من 239 ساعة و4,164,183 ميلًا في الفضاء.
عمل قائدًا للحمولة في مهمته الثانية  إس تي إس-63 (STS-63) التي استمرت من 2 فبراير 1995 – 11 فبراير 1995)، وهي أول رحلة لبرنامج الفضاء الروسي الأمريكي المشترك الجديد، من أهم أهدافها كان الالتقاء مع محطة الفضاء الروسية مير واستعادة القمر الصناعي سبارتان 204. خلال الرحلة، أصبح هاريس أول رجل أمريكي من أصل أفريقي يمشي في الفضاء ويؤدي نشاطًا خارج المركبة، كما أصبح زميله رائد الفضاء مايكل فوالي أول بريطاني يمشي خارج المركبة، كما شاركت في هذه الرحلة رائدة الفضاء إيلين كولينز لتصبح أول امرأة طيارة في مكوك فضاء. في هذه الرحلة أيضًا، مكث هاريس 198 ساعة، و29 دقيقة في الفضاء، وأكمل 129 مدارًا، وسافر أكثر من 2.9 مليون ميل.

## بعد ناسا
غادر هاريس وكالة ناسا في أبريل 1996، لكنه استمر في أبحاثه.